# Kıyıkışlacık, Milas
Kıyıkışlacık là một xã thuộc huyện Milas, tỉnh Muğla, Thổ Nhĩ Kỳ. Dân số thời điểm năm 2011 là 1.488 người.